# Rohonci úti Stadion
Rohonci úti Stadion – nieistniejący już wielofunkcyjny stadion w Szombathely na Węgrzech. Istniał w latach 1923–2016. Swoje mecze rozgrywała na nim piłkarska drużyna Szombathelyi Haladás. W latach 2016–2017 w jego miejscu powstał nowy, typowo piłkarski stadion.
Stadion został zainaugurowany w 1923 roku. W latach 2008–2009 przeprowadzono modernizację obiektu. Pojemność stadionu wynosiła 9500 miejsc, z czego 5430 to miejsca siedzące. W 2016 roku stadion został rozebrany, a następnie w jego miejscu rozpoczęła się budowa nowego, typowo piłkarskiego obiektu, który został otwarty 8 listopada 2017 roku.